# Дорошівка (Машівський район)
Дорошівка — колишнє село в Україні.
Підпорядковувалося Абрамівській сільській раді Машівського району Полтавської області. 

## Історія
Село виникло, найімовірніше, у 1920-х роках, адже на 3-версних картах часів Російської імперії село відсутнє.
Село Дорошівка було розташоване за 2,5 км на схід від села Абрамівка. 
28 лютого 1995 року рішенням Полтавської обласної ради село зняте з обліку.